# La Même (album)
Pour les articles homonymes, voir La Même.
 (août 2018).
Albums de Vitaa
Ici et Maintenant
(2013) J4M
(2017)
La Même est le quatrième album studio de la chanteuse française Vitaa, sorti le 6 novembre 2015,.
Le titre de cet album reflète la volonté de la chanteuse de montrer qu'elle n'a pas changé depuis le début de sa carrière (qu'elle est donc restée « la même »), et ce bien que cet album contienne des innovations dans le style de la chanteuse.

## Liste des titres
| No  | Titre                                           | Auteur              | Producteur(s)                    | Durée |
| --- | ----------------------------------------------- | ------------------- | -------------------------------- | ----- |
| 1.  | Ça va commencer                                 | Vitaa               | Stan-E                           | 1:25  |
| 2.  | No Limit                                        | Vitaa               | Laura Marciano                   | 3:18  |
| 3.  | Megalo (feat. Lartiste)                         | Vitaa, Lartiste     | Maitre Gims, Renaud Rebillaud    | 3:49  |
| 4.  | T'es où ?                                       | Vitaa, Barack Adama | Joe Rafaa                        | 3:37  |
| 5.  | Vivre                                           | Vitaa               | Maitre Gims, Renaud Rebillaud    | 3:22  |
| 6.  | Lies                                            | Vitaa               | Stan-E                           | 3:58  |
| 7.  | À quel prix tu m'aimes (feat. Clayton Hamilton) | Vitaa, Lefa         | Clayton Hamilton, Laura Marciano | 3:03  |
| 8.  | Où l'on va                                      | Vitaa               | Laura Marciano                   | 3:02  |
| 9.  | La même (feat. H-Magnum)                        | Vitaa, H-Magnum     | Nikooo                           | 4:06  |
| 10. | En danger                                       | Vitaa, DJ Assad     | DJ Assad, Dalvin, Trackstorm     | 3:20  |
| 11. | Emmène-moi                                      | Vitaa               | H Magnum, Nikooo, Soprasound     | 3:12  |
| 12. | Tôt ou tard                                     | Vitaa, K-Reen       | Dreamcut, K-Reen                 | 3:49  |
| 13. | Prie pour moi                                   | Vitaa               | H Magnum, Nikooo, Soprasound     | 3:12  |
| 14. | Mieux sans toi                                  | Vitaa               | Vitaa, Hottrak                   | 4:00  |
| 15. | À la hauteur                                    | Vitaa               | Joe Rafaa                        | 3:19  |
| 16. | Vivre (Acoustic) (feat. Yseult)                 | Vitaa               | Maitre Gims, Renaud Rebillaud    | 3:51  |